# 淺野長重
淺野長重（日语：／ Asano Nagashige，1588年—1632年10月16日）是日本安土桃山時代至江戶時代前期的武將、大名。父親是淺野長政。

## 生平
在天正16年（1588年）於近江國出生，家中三男。因為母親的姐姐寧寧嫁予豐臣秀吉，淺野氏在豐臣時代得到厚遇，秀吉曾打算令長重成為沒有嗣子的宇都宮國綱的養子，於是向宇都宮家仲介。文祿2年（1593年）5月，國綱雖然一度答應，但因國綱的弟弟芳賀高武反對而作罷。
慶長4年（1599年），因為德川家康的命令而移至江戶。翌年1月，成為家康的三男秀忠的小姓，並在此年春天，敘任從五位下采女正。7月，秀忠因為會津征伐而出陣，此時亦希望從軍，不過因為未夠15歲而被帶返江戶。在慶長5年（1600年）的關原之戰中，淺野一族因為立下戰功，在慶長6年（1601年）被賜予芳賀高武的舊領下野國真岡2萬石。慶長7年（1602年），與成為家康養女的松平家清的女兒結婚。慶長10年（1605年），因為秀忠就任將軍（將軍宣下）而上洛。慶長16年（1611年），父親長政死去，於是繼承其隱居料（常陸國真壁）5萬石，真岡2萬石則還予幕府。
慶長18年（1613年），在關原之戰後領有紀伊國的長兄幸長（長政的繼承人）死去後，重臣淺野氏重推薦與德川家有親厚關係的長重成為後繼人，不過因為幸長的遺言和長政的正室長生院的周旋下，淺野忠吉等人推薦的次兄長晟成為紀州藩藩主。
慶長19年（1614年），在大久保忠隣被改易時，與安藤重信、本多忠朝等人一同前往小田原。同年，在大坂冬之陣中出陣，在夏之陣的天王寺岡山之戰中擔任先陣，與毛利勝永等豐臣方先鋒隊戰鬥，淺野家失去家臣3十人、雜兵1百人並敗走，不過亦得到豐臣軍60個首級，而大石良勝亦有此戰中活躍，並因此戰功而拜領1千5百石，成為第一家老的大石家，並成為長重流淺野家的永代家老家。
元和8年（1622年），在本多正純改易時，擔任宇都宮城的收城使者。同年，得到加增轉封的旨意，而希望領有真壁的願望被允許，於是轉封至包括真壁的5萬3千5百石的笠間藩。寬永4年（1627年），在陸奧國若松城中在番。寬永6年（1629年），協助在江戶城西丸的普請。
在寬永9年（1632年）9月3日死去。享年45歲。與父親長政同樣，被葬在真壁的傳正寺。花岳寺中亦有墓所。家督由長男長直繼承。